# Marek Beneš (florbalista)
Marek Beneš (* 26. října 1997) je český florbalový útočník, reprezentant, vicemistr světa z roku 2022, vítěz Poháru mistrů 2024 a trojnásobný mistr Česka. Většinu své vrcholové kariéry zahájené v roce 2014 hraje v klubu Tatran Střešovice.

## Klubová kariéra

### Do roku 2021
Beneš hrál v dětství lední hokej za Slavii a Letňany. K florbalu se dostal v mladších žácích prostřednictvím svého otce Luďka Beneše, který trénoval v klubu TJ JM Chodov.
V roce 2011 přestoupil do Tatranu Střešovice. V sezóně 2011/2012 začal hrát juniorskou ligu, ve které v ročnících 2014/2015 a 2015/2016 získal dva mistrovské tituly. V rozhodujících finálových zápasech obou sezón vstřelil z pozice obránce po dvou gólech. Za tým mužů hrál v nejvyšší soutěži poprvé již v sezóně 2014/2015, ve které hned získal s Tatranem mistrovský titul. Ve finálovém zápase asistoval na dvě branky. Díky titulu postoupil s Tatranem na Pohár mistrů, kde získali bronz. Již v další sezóně se, i přes zranění a krátkou stáž ve švédském Pixbo IBK, stal nejproduktivnějším hráčem týmu. Tím byl i v dalších dvou ročnících, ve kterých byl zároveň hlavním trenérem Tatranu jeho otec. V sezóně 2017/2018 odehrál společně s Ondřejem Němečkem i šest zápasů ve švédské nejvyšší soutěži, opět za Pixbo. V roce 2018 se stal kapitánem Tatranu.
Do Pixba definitivně přestoupil v roce 2019. Za klub odehrál ve Švédské Superlize dvě sezóny. V druhé z nich byl nejproduktivnějším Čechem v soutěži.

### 2021 – současnost

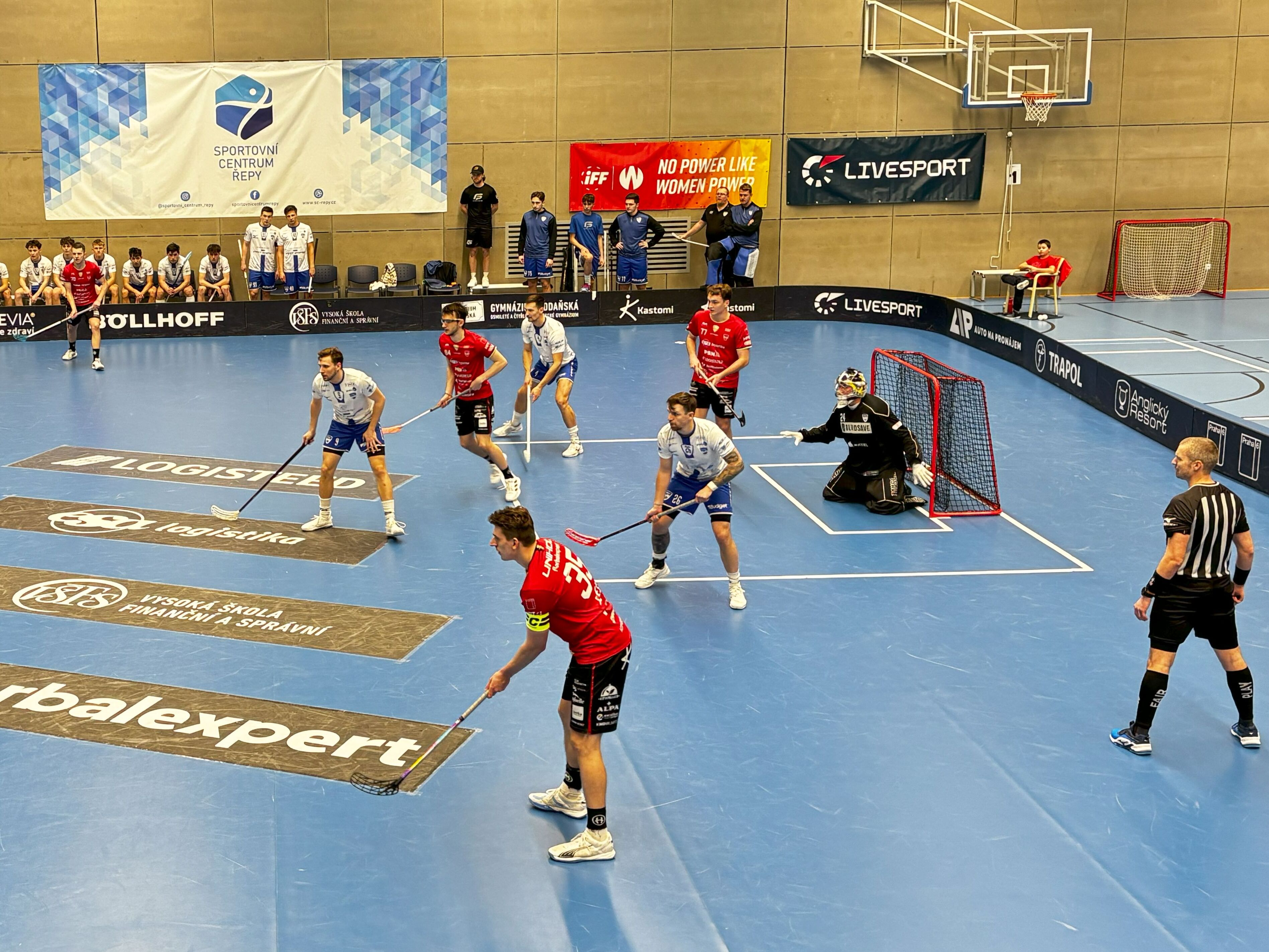
Marek Beneš (v popředí) jako kapitán Tatranu Střešovice v semifinále Poháru v roce 2025

Po návratu do Česka v létě 2021 nastoupil zpět do Tatranu. Jeho otec se zároveň vrátil do realizačního týmu jako asistent trenéra. V sezóně 2021/2022 se poprvé po sedmi letech s Tatranem probojovali do finále, poté, co Beneš vstřelil jediný gól v rozhodujícím zápase semifinálové série. S Tatranem následně zvítězili na turnaji Czech Open (Beneš sám do finálového zápasu nenastoupil). V dalším ročníku 2022/2023 byl nejproduktivnějším hráčem ligy v základní části, se 76 body dorovnal druhé historické místo Jana Natova. S Tatranem základní částí jako první v historii Superligy prošli bez ztráty bodu. Jako stále nejproduktivnější hráč pomohl týmu v play-off po osmi letech k mistrovskému titulu.
V lednu 2024 jako první český tým vyhráli Pohár mistrů, kde Beneš ve finále vstřelil gól a přihrál na další dva, včetně vítězné branky Tomáše Hanáka. O měsíc později zvítězili po třinácti letech i v národním poháru. Ve stejné sezóně dvěma góly a dvěma asistencemi jako nejproduktivnější hráč superfinále přispěl k obhajobě titulu a tím zisku tzv. treble. V play-off mimo jiné stanovil se sedmi góly v zápase proti FBC Česká Lípa nový rekord. V Tatranu prodloužil smlouvu na další tři roky.

## Reprezentační kariéra

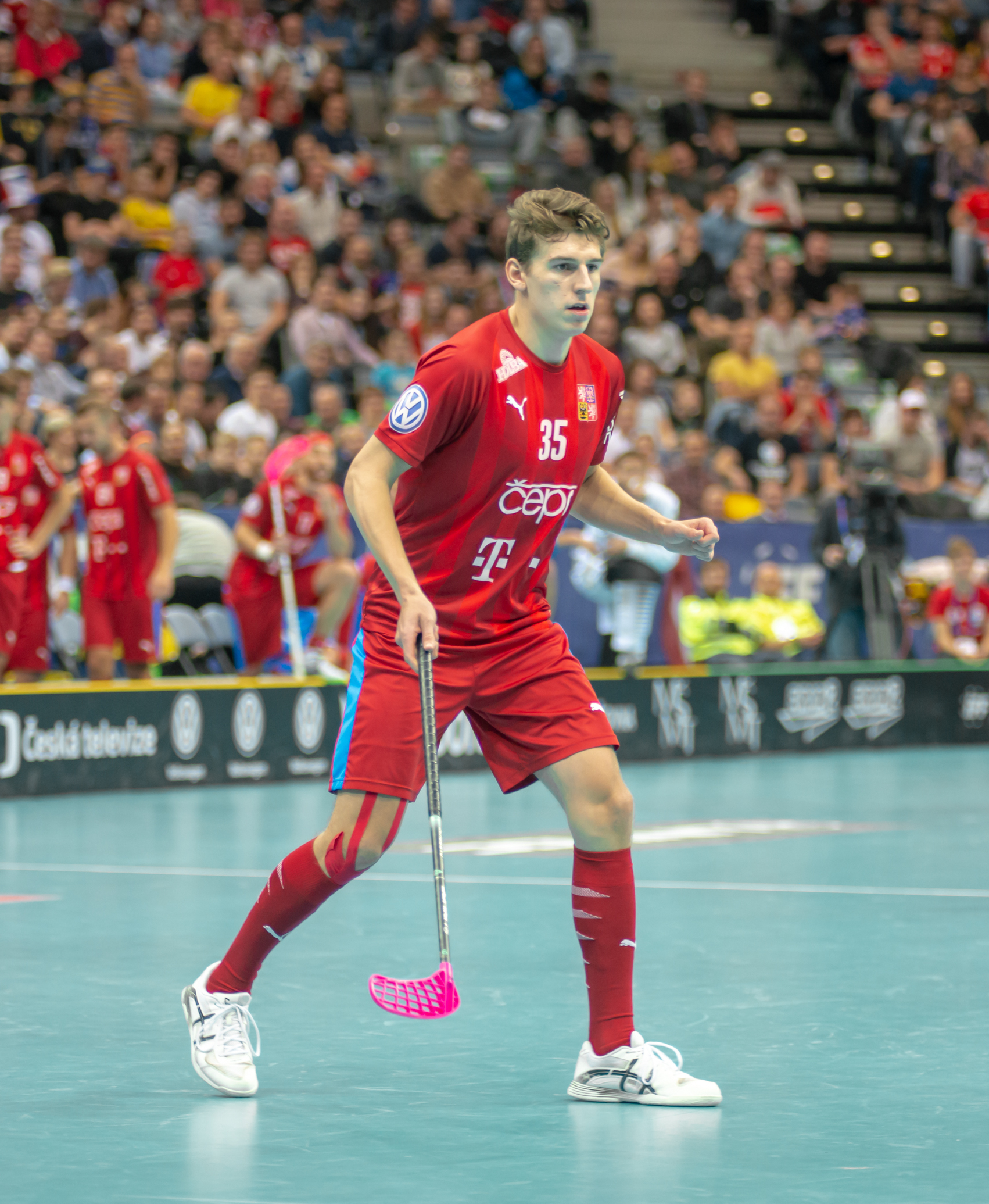
Marek Beneš v zápase o bronz na Mistrovství světa 2018

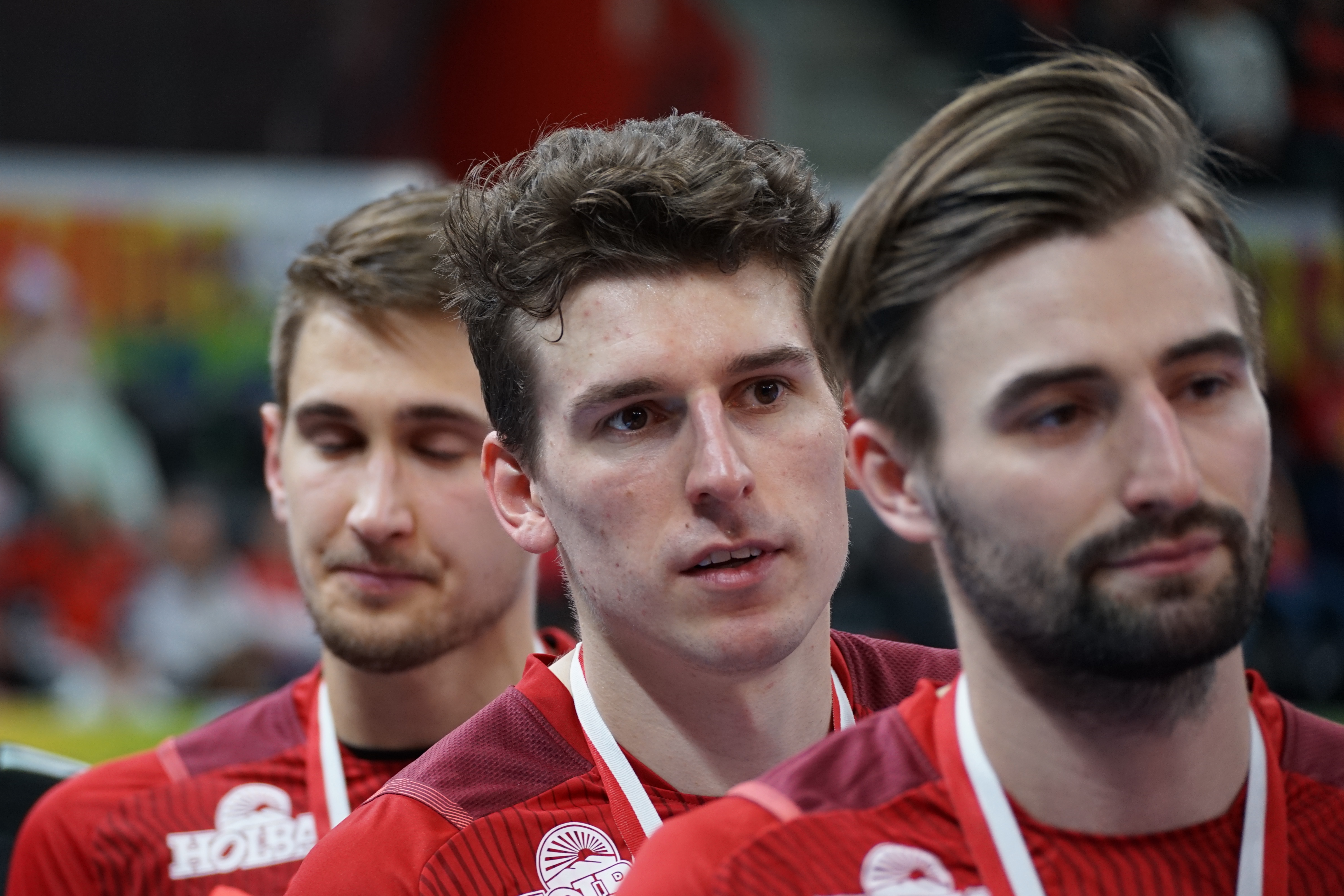
Marek Beneš (uprostřed) při předávání stříbrných medailí na Mistrovství světa 2022

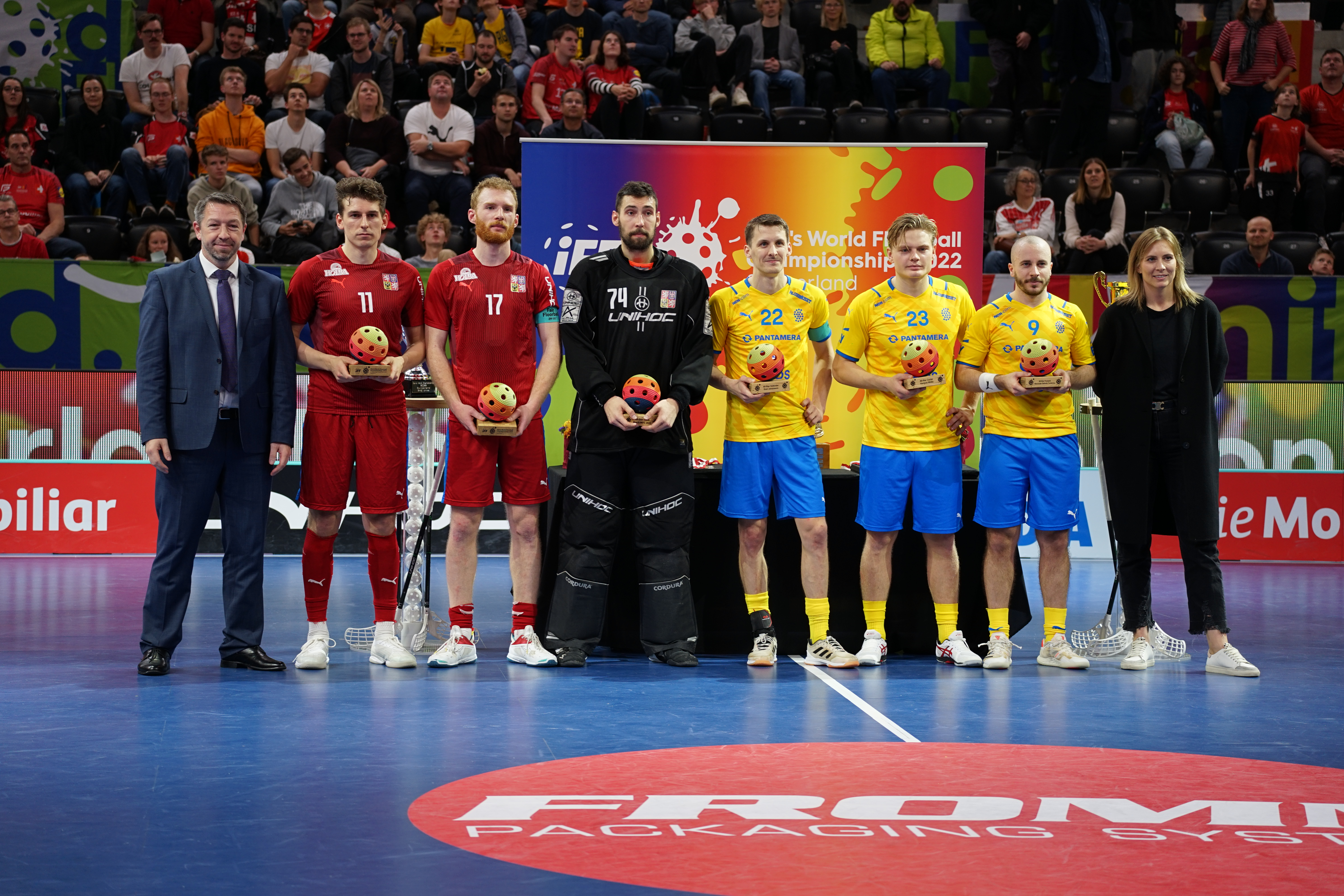
Marek Beneš (první hráč zleva) v All Star týmu na Mistrovství světa 2022

Beneš reprezentoval na Mistrovství světa do 19 let v roce 2015, kde český tým získal bronz pod trenérským vedením jeho otce. Beneš byl nejproduktivnější hráč týmu a v zápase o třetí místo vstřelil rozhodující gól v prodloužení a zařídil tak první vítězství českých juniorů proti Švédsku v historii.
V mužské florbalové reprezentaci hrál poprvé na mistrovství v roce 2016. Na svém třetím šampionátu v roce 2021, kde národní tým získal po sedmi letech bronz, byl nejproduktivnějším českým hráčem a byl zařazen to All Star týmu turnaje. V zápase o medaili vstřelil vyrovnávací gól před koncem základní části a asistoval na dvě branky včetně vítězné Filipa Langera v prodloužení.
Na Euro Floorball Tour (EFT) v letech 2021 a 2022 s českým týmem podruhé a potřetí v historii porazili Švédsko. Ke třetímu vítězství Beneš přispěl dvěma brankami.
Na Mistrovství světa v roce 2022, kde Česko získalo po 18 letech druhou stříbrnou medaili, byl znovu nejproduktivnějším hráčem týmu a obhájil své místo v All Star výběru. Nejvíce bodů s jednou brankou a třemi asistencemi nasbíral i ve vítězném semifinále, ve kterém byl vybrán za nejlepšího hráče. Asistencí přispěl také v zápase ve skupině k první české remíze se Švédskem na mistrovství v historii.
V listopadu 2023 s týmem potřetí v historii vyhráli turnaj EFT. Na něm Švédy porazili dosud nejvyšším rozdílem 12:8 a jako první jim nastříleli dvoumístný počet branek, k čemuž Beneš přispěl hattrickem.
Na mistrovství v roce 2024 vstřelil dva góly ve vítězném zápase o bronz.
| Umístění         | Soutěž                                            |
| ---------------- | ------------------------------------------------- |
| Bronzová medaile | Mistrovství světa ve florbale do 19 let 2015      |
| 4.               | Mistrovství světa ve florbale 2016                |
| 4.               | Florbal na Světových hrách 2017                   |
| 4.               | Mistrovství světa ve florbale 2018                |
| Bronzová medaile | Mistrovství světa ve florbale 2020 (All Star tým) |
| Stříbrná medaile | Mistrovství světa ve florbale 2022 (All Star tým) |
| Bronzová medaile | Mistrovství světa ve florbale 2024                |

## Ocenění
V letech 2015 a 2016 byl vyhlášen za českého juniora sezóny a v letech 2022 a 2024 za nejlepšího florbalistu.
V Anketě Innebandymagazinet byl za roky 2021 a 2022 vybrán shodně za čtvrtého nejlepšího hráče světa, až do roku 2024 nejlepší umístění českého hráče v historii hlasování. V roce 2023 skončil na šestém místě.